# グロッタス機構

ヒドロニウムイオンと水分子の間をプロトンが一連の水素結合を介してトンネルする様子

グロッタス機構（グロッタスきこう、英: Grotthuss mechanism）またはプロトン・ジャンプ機構（プロトンジャンプきこう、英: proton jumping）とは、ヒドロン（プロトン）の過剰もしくは不足が水素結合ネットワークを介して隣接分子間で共有結合の同時的生成・解離を繰り返すことにより水もしくは他の水素結合性液体中を拡散する機構をいう。
1806年、テオドール・グロットゥスは「電流による液体の分解について」と題する論文において水の伝導性に関する理論を発表した。グロットゥスは、電解反応により単一水素イオンが酸素原子間を「バケツリレー」のように受け渡される機構を考案した。当時、水分子はH2OではなくOHであると考えられていたこと、およびイオンの存在が未だよく理解されていなかったことを考えると、当時にこの理論が考案されたことは驚きに値する。この論文から200周年を記念して、Cukiermanによる総説論文が出版された。
グロットゥスは水の分子式については誤っていたものの、隣接水分子間で協働的にプロトンが受け渡されるとする予想は実証された。
ルモント・キールは、神経伝達においてプロトンジャンプが重要な役割を果していることを示唆している。

## プロトン輸送機構とプロトンジャンプ機構
グロッタス機構は現在、プロトンジャンプ機構を一般に指す用語として使われている。液相の水中における過剰プロトンの水和構造は、H9O+
4（アイゲンカチオン）およびH5O+
2（ズンデルカチオン）の2つの形に理想化される。水中におけるプロトン輸送にはこの2つの水和構造間の相互変換を伴うことが信じられているが、ホッピング機構および輸送機構の詳細は未だ議論の俎上にある。現在、次の2つの機構が妥当とされている。
1. アイゲン→ズンデル→アイゲン(E–Z–E)機構。この機構はNMRデータから実験的に支持される[4]。
2. ズンデル→ズンデル(Z–Z)機構。この機構は分子動力学シミュレーションに基づき支持される。

2007年に発表されたヒドロニウムイオンの水和殻のエネルギー論についての計算化学的研究によれば、計算された水素結合強度から上記2つの機構の活性化エネルギーは一致せず、機構1の方がより尤もらしいことが報告されている。
条件付き時間依存動径分布関数(RDF)の解析により、ヒドロニウムのRDFはアイゲンカチオンおよびズンデルカチオンの2つの構造に分解できることが示されている。アイゲンカチオン構造のg(r) (RDF)の最初のピークは平衡状態の標準的なRDFとほとんど変わらず、ほんの少し秩序がみられる程度であるが、ズンデルカチオン構造の最初のピークは2つのピークに分裂する。実際のプロトン輸送イベントの進行を追うため、t = 0をイベントの起こる時刻としてRDFの時間発展をみると、g(r)の最初のピークが2つに分裂することから、ヒドロニウムは実際にはアイゲンカチオン構造から出発してプロトンの移動に伴って素早くズンデルカチオン構造に変換されることがわかる。
二酸化炭素の水和をはじめとする数多くの気相反応の反応速度論が、グロッタス機構と類似の、複数の水分子を超えた同時的・協奏的プロトンホッピングにより説明できることが示されている。大気化学上重要な二酸化硫黄の水和や硝酸塩素の加水分解、オゾンホールに関連する重要な反応群において、前述のグロッタス類似機構が重要と考えられている。

## プロトンの異常拡散
下の表1に示すように、プロトンの電場印加時の拡散速度は特異的に高いことが知られるが、この理由としてプロトンのイオン半径が小さいことに加えて、他の一般的カチオンが単に電場により加速を受けるだけなのに対してプロトンはグロッタス機構により拡散することが挙げられる。ランダムな熱運動はプロトンの移動も他のカチオンの運動と同様に阻害する。量子トンネル効果はカチオン質量が小さいほど起こりやすくなるが、プロトンは安定なカチオンのなかで最も軽いカチオンであるため、量子トンネル効果の影響を若干受けるが、それは低温時にのみ支配的となる。
| カチオン | 移動度 / cm2 V−1 s−1 |
| NH+ 4    | 0.763×10−3           |
| Na+      | 0.519×10−3           |
| K+       | 0.762×10−3           |
| H+       | 3.62×10−3            |

## その他の可能性
理論計算およびX線吸光スペクトルに基き、3つの水分子の「列車」状に結合したプロトンが液中を移動するという別の機構も提案されている。